# قدح الدارات الرقمية بالجبهة
هذا مسرد لمختلف الوسائل المستعملة في قدح الدارات الرقمية بواسطة الجبهة (بالإنجليزية: Edge)‏.

## قدح الدارات الرقمية بالجبهة
(بالإنجليزية: Trigging Digital Circuit by Edge)‏
يستخدم مفهوم القدح في مختلف الأنظمة الرقمية وخاصة الأنظمة الرقمية التتابعية (sequential digital systems) 
مثل عناصر الذاكرة (memory elements) والعدادات (counters) والمسجلات(registers) إلا أن القدح
يتم عمليا على العناصر الأساسية في تلك الأنظمة وهي القلابات (flip-flops).
إن فكرة القدح هي نفسها فكرة تمكين دارة ما أو عدم تمكينها عن طريق مدخل تمكين لها حيث إن الدارة تمارس عملها الطبيعي (الخرج يتأثر بالدخل)عندما يأخذ هذا الدخل قيمة معينة هي القيمة النشطة (active value) أما في حال كانت قيمة هذا المدخل هي القيمة المغايرة فان الخرج عندها لن يتأثر بالدخل في هذه الحالة.

### مثال توضيحي للقدح
إن ابسط مثال عن القدح هو دارة لها دخل(S) وخرجها (Q),
ندخل (S) إلى دارة AND وندخل معها مدخل تمكين (Enable Input) نسميه(T) ثم ندخل خرج AND إلى الدارة الأساسية circuit.
في حال كان T=1 فان الخرج Q سوف يكون تابعا للدخلS إما إذا كان T=0 فان الخرج Q لن يكون تابعا للدخل S وإنما سيكون تابعا للقيمة(0)، فإذا كانت الدارة circuit دار ة تتابعية تحافظ على قيمة خرجها عندما يكون دخلها مساويا للصفر, فإننا نكون قد منعنا إمكانية تغير الخرج طالما كان T=0.
يستفاد من الفكرة السابقة في تصميم أنظمة رقمية تحوي عناصر ذاكرة حيث يكون من الضروري تغيير حالات عناصر الذاكرة فقط خلال فواصل زمنية محددة, ونستخدم لهذه الغاية القدح بواسطة مولد نبضات ذو تردد معين يطلق عليه في هذه الحالة اسم clock 
ويستفاد من القدح بواسطة ال(clock)في بناء الأنظمة الرقمية التتابعة (بالإنجليزية: synchronous seqential sequential digital systems)‏.

## أنواع القدح في الدارات الرقمية

### -القدح بالجبهة الصاعدة
في حال كانت القيمة النشطة لل(clock) أو لمدخل القدح هي الانتقال من (0) إلى (1) عندئذ نسمي القدح قدحا بالجبهة الصاعدة.

### -القدح بالجبهة الهابطة
في حال كانت القيمة النشطة لل(clock) أو لمدخل القدح هي الانتقال من (1) إلى (0) عندئذ نسمي القدح قدحا بالجبهة الهابطة.
وأحيانا يستفاد من الجبهتين معا في دارة واحدة مثل دارة القلاب JK (سيد-عبد).

## المصدر
أساسيات المنطق الرقمي written by Stephen Broun and Zvonko vraneisc ،uneversity of Toronto ،publeshed by McGraw-Hill

## روابط خارجية
تزامن الدارات الرقمية
- * وحدة المنطق الحسابية
- الاستجابات الزمنية للدارات الرقمية